# Barranc de Tamassi
El barranc de Tamassi, és un barranc de l'antic terme de Sapeira, actualment inclòs en el terme municipal de Tremp, al Pallars Jussà. És afluent de la Noguera Ribagorçana.
Es forma a 1.040 m. alt., just a ponent del cim de Sant Cosme, des d'on davalla cap a ponent, passant pel nord del Mas de Cocurrell. S'aboca en la Noguera Ribagorçana al sud de la Partnoera.